# 牛滝まだぁーる
牛滝まだぁ～る（うしたきまだぁ～る）は青森県下北郡佐井村牛滝にある「海の駅」物産品販売店（国土交通省により登録された船舶係留施設海の駅とは異なる。）である。

## 概要
2010年（平成22年）に青森県が、地域の活性化のために地区の住民に対するヒアリングを行ったことから誕生した。仏ヶ浦や、縫道石山のような観光名所と、佐井村名産の雲丹などの海産物が豊富でありながら、土産物店とかが皆無だったことから、地元の女性陣が水産物の加工品及び手作りのマスコットや手芸品も取り揃えて立ち上げた。観光客のみならず、販路を域外に拡大することも視野に入れて活動している。当初、牛滝まだぁ～るというのはグループ名だったが、それがそのまま店舗の名前となった。店舗は小さいが、ほとんどすべてが地元で暮らす人々の手作りというのが特徴。「まだぁ～る」とは、牛滝地区の神楽のかけ声「まだある、まだある」が由来。牛滝はまだまだ発展するんだという意気込みが込められている。

## 所在地
- 〒039-4712 佐井村大字長後字牛滝地内 佐井村漁業協同組合 牛滝支所内

## 営業
- 営業期間 - 5月1日～10月31日
- 営業時間 - 9時～15時

## 周辺の見所
- 仏ヶ浦
- 縫道石山
- 下北半島国定公園